# Burg Schujen
Burg Schujen (lettisch Skujenes pils) war eine Deutschordensburg des Livländischen Ordens, deren Ruinen sich im Dorf Skujene (deutsch: Schujen), Bezirk Cēsis, Vidzeme befinden. Historisch gehörte Schujen zum Kreis Wenden im historischen Livland.

## Geschichte
Die Burg Schujen war Endpunkt einer Burgenkette entlang eines schmalen, von Ländereien des Bischoffs umgebenen, Landkorridors in Ordensbesitz zum Schutz vor Angriffen litauischer Truppen. Sie bestand aus den Burgen Rodenpois – Burg Lemburg (Mālpils) – Nitau (Nītaures pils) – Jürgensburg (Zaubes pils) – Neuburg/Jürgensburg (Zaubes pils) und Burg Schujen bestand.
Der Distrikt Schujen wird 1440 in einem Lehnbrief erstmals als „Schuen“ erwähnt und das Kirchspiel „Schuyen“ 1445 genannt. Im Jahre 1555 wird erwähnt, dass die Burg Schujen als „arx“ direkt den Grundherren des Livländischen Ordens unterstellt war, die in der Burg Segewold residierten. Aus dem Jahr 1464 ist eine Liste der Vasallen der Burg Schujen überliefert.
Während des Livländischen Kriegs griffen russische und tatarische Truppen im Winter 1559 erfolglos Burg Seßwegen an, wandten sich nach Norden und zerstörten die Burgen Smilten, Schujen und Nitau. Im Friedensvertrag von Jam Zapolski wurde Burg Schujen auf Russisch als „Шкуин“ genannt. Als Teil der Woiwodschaft Wenden des Herzogtums Livland wurde sie von Polen-Litauen verwaltet. Burg Schujen wurde nicht mehr wiederhergestellt und verfiel.

## Beschreibung
Burg Schujen hatte einen Grundriss von 50 × 70 Meter und war im Südosten und Nordosten durch eine 15 Meter tiefe Schlucht eines Zuflusses der Ammat geschützt. Auf der Südwestseite befand sich ein 20 Meter breiter und 3–5 Meter tiefer Schutzgraben, der von einer Brücke zum Eingang der Burg überquert wurde.

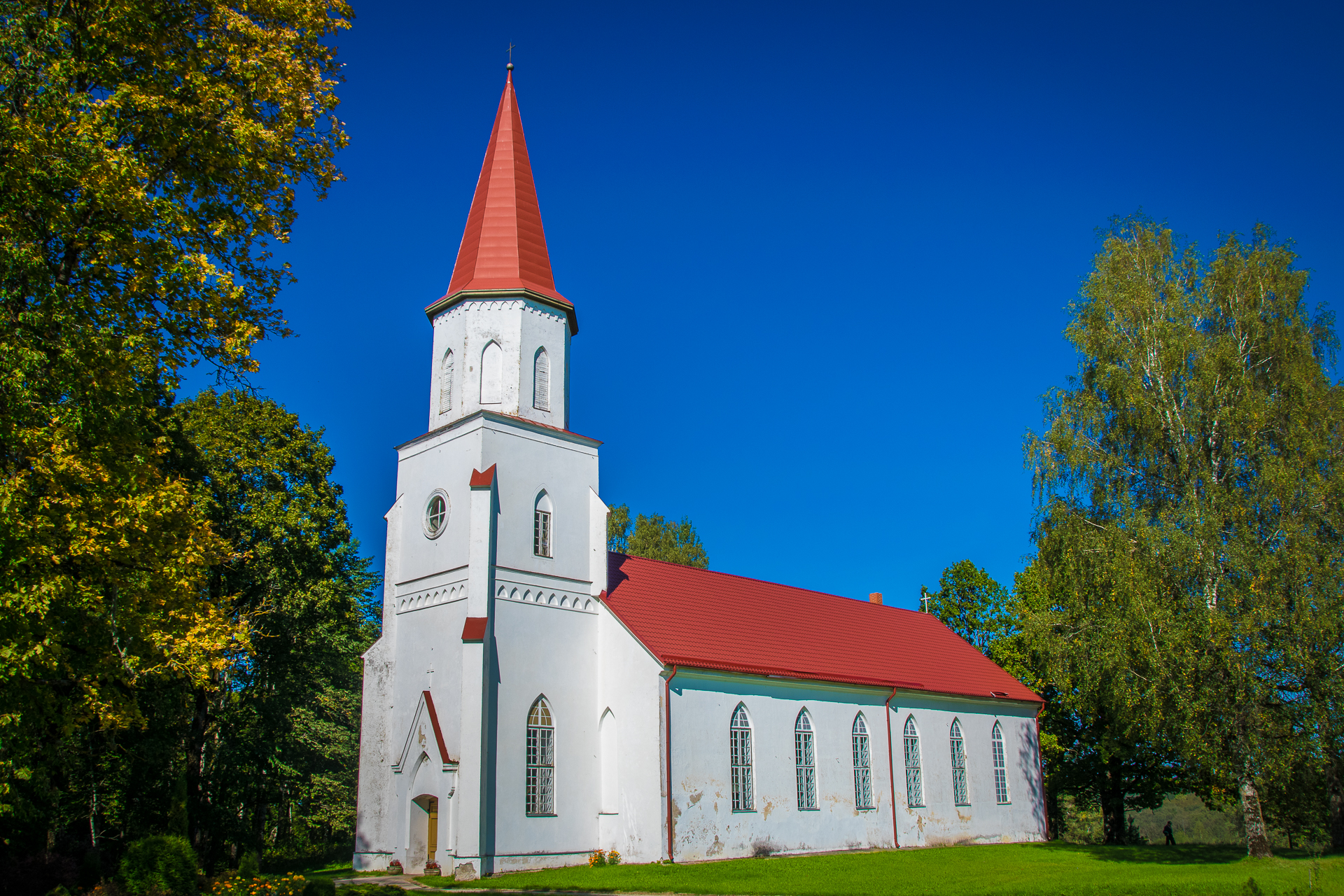
Lutherische Kirche von Skujene

## Lutherische Kirche Skujene
Die in der Nähe der Burg befindliche erstmals 1444 erwähnte Lutherische Kirche von Skujene wurde 1780 anstatt einer Holzkirche von 1668 erbaut. 1901 wurden ein Anbau und ein neuer Turm für die Kirche errichtet.